# Bahnstrecke Gerbstedt–Friedeburg
| Reste der Schlenzebrücke |                      |                     |                     |
| Streckennummer (DB): | 6838                 |                     |                     |
| Kursbuchstrecke: | 153r (1934)          |                     |                     |
| Streckenlänge: | 9,9 km               |                     |                     |
| Spurweite: | 1435 mm (Normalspur) |                     |                     |
| Streckengeschwindigkeit: | 30 km/h              |                     |                     |
| |                      |                     |                     |
| \| \| \| von Hettstedt \| \| \| \| 0,00 \| Gerbstedt \| Gerbstedt \| \| \| \| nach Halle Klaustor \| \| \| \| \| Schlenze \| \| \| \| 3,98 \| Zabenstedt \| Zabenstedt \| \| \| 5,20 \| Friedeburgerhütte \| Friedeburgerhütte \| \| \| 7,43 \| Zabitz \| Zabitz \| \| \| \| Fleischbach \| \| \| \| 9,36 \| Friedeburg (Saale) \| Friedeburg (Saale) \| \| \| 9,90 \| Friedeburg Hafen \| Friedeburg Hafen \| |                      |                     |                     |
| Strecke (außer Betrieb) |                      | von Hettstedt       | von Hettstedt       |
| Bahnhof (Strecke außer Betrieb) | 0,00                 | Gerbstedt           | Gerbstedt           |
| Abzweig geradeaus und nach rechts (Strecke außer Betrieb) |                      | nach Halle Klaustor | nach Halle Klaustor |
| Brücke über Wasserlauf (Strecke außer Betrieb) |                      | Schlenze            | Schlenze            |
| Bahnhof (Strecke außer Betrieb) | 3,98                 | Zabenstedt          | Zabenstedt          |
| Bahnhof (Strecke außer Betrieb) | 5,20                 | Friedeburgerhütte   | Friedeburgerhütte   |
| Haltepunkt / Haltestelle (Strecke außer Betrieb) | 7,43                 | Zabitz              | Zabitz              |
| Brücke über Wasserlauf (Strecke außer Betrieb) |                      | Fleischbach         | Fleischbach         |
| Bahnhof (Strecke außer Betrieb) | 9,36                 | Friedeburg (Saale)  | Friedeburg (Saale)  |
| Betriebs-/Güterbahnhof Streckenende (Strecke außer Betrieb) | 9,90                 | Friedeburg Hafen    | Friedeburg Hafen    |

Die Bahnstrecke Gerbstedt–Friedeburg war eine eingleisige, nicht elektrifizierte Eisenbahnstrecke in Sachsen-Anhalt. Sie verband Gerbstedt an der Bahnstrecke Halle Klaustor–Hettstedt mit Friedeburg (Saale).

## Geschichte
Die als Kleinbahn konzessierte Bahn wurde 1899/1900 von der Halle-Hettstedter Eisenbahn-Gesellschaft (HHE) erbaut, die bis zu ihrer Verstaatlichung 1945/49 auch den Betrieb auf der Strecke durchführte. Sie führte ohne Besonderheiten in östlicher Richtung von Gerbstedt zunächst bergauf, dann folgte sie dem Tal des Lohbachs und nachfolgend dem der Schlenze in mäßigem Gefalle bis Friedeburg.
Bis auf den Berufsverkehr nach Friedeburg sowie den Transport von Kohle und landwirtschaftlichen Produkten blieb die Strecke bedeutungslos. Auch der Friedeburger Hafen hatte bis auf die Anfangsjahre kein nennenswertes Beförderungsaufkommen, bereits während des Ersten Weltkriegs fand kein Umschlag statt. Nach 1918 wurden nur landwirtschaftliche Produkte umgeschlagen. Es fehlte ein Hafenkran und das Hafenbecken verschlammte zunehmend, sodass die Umladung stets gering blieb. Zwar wurde der Hafen für die Hüttenwerke Mansfeld ab Mitte der 1920er Jahre erweitert, doch die Bauarbeiten, bei denen 1937 unter anderem eine Drehscheibe eingebaut wurde, kamen nur schleppend voran. Während des Zweiten Weltkriegs wurden die Bauarbeiten weitergeführt, da Rüstungsgüter verladen werden sollten, doch zum Abschluss kamen die Bauarbeiten nie. In den 1950er Jahren wurden schließlich die Anschlussgleise des Hafens entfernt.
1962 wurde der Verkehr eingestellt; da die Bahnstrecke im Kriegsfall aber als Umleiterverbindung dienen sollte, blieben die Gleise erhalten. Erst im Frühjahr 1974 wurde die Strecke abgebaut.
In den 1960er Jahren verband die Nationale Volksarmee aus strategischen Gründen die Strecke Gerbstedt–Friedeburg mit der Strecke Könnern–Rothenburg auf der gegenüber liegenden Flussseite, welche nur durch eine Fähre erreichbar war, kurzzeitig mit Hilfe einer Pontonbrücke.